# Nosegrind
Pour les articles homonymes, voir Grind.
Un nosegrind (prononcez "nôzegraïnd") est une figure de skateboard. Il appartient à la catégorie des grinds, comme le 50-50, le 5-0, etc.
Un nosegrind peut s'effectuer sur une barre de slide (« rail »), une arête de trottoir, un curb, un ledge, ou tout autre élément s'y prêtant (p.e. : une rampe d'escalier). Le skateur effectuant ce trick glisse le long de l'élément en question, le contact entre le skate et la cible s'effectuant -en l'occurrence- au niveau de l'axe avant (en skateboard, le mot nose -nez en anglais- indique l'avant de la planche).
Pour atterrir sur le rail (ou autre), le skateur saute généralement en effectuant un ollie. Toutefois, dans le cas du nosegrind, il peut être plus facile de commencer par un nollie, un trick de saut plus difficile mais facilitant le nosegrind. En effet, dans ce cas, les pieds du skateur sont déjà placés aux bons endroits (le pied avant sur le nose et le pied arrière au milieu).
La façon dont on aborde l'obstacle permet de distinguer deux types de nosegrind : le « frontside nosegrind » (FS nosegrind), effectué lorsque le skateur entre son saut avec l'obstacle devant lui, et le « backside nosegrind » (BS nosegrind), effectué lorsque le skateur aborde l'obstacle de dos. Cette distinction existe pour un grand nombre de grinds et de slides.
Pour retourner sur le sol, le skateur en train de grinder attendra généralement d'atteindre l'extrémité de l'obstacle. En effet, s'il tente un ollie, il reclaquera inévitablement son axe arrière, tandis qu'un nollie le contraindrait presque à tous les coups de faire rebondir l'avant de sa planche sur l'obstacle grindé. Or, la qualité d'un nosegrind parfait est que seul l'axe avant touche le rail, le curb,... Une autre possibilité est d'enchaîner délibérément sur un autre type de grind (un 50-50 ou un 5-0 par exemple). En tous les cas, la figure ou l'enchaînement ne sont considérés comme totalement réussi qu'à condition que le skateur continue à rouler après avoir rejoint la terre ferme.